# 空尾蜥屬
空尾蜥屬（學名：Coelurosauravus）意為「中空蜥蜴的祖先」，是種原始雙孔類爬行動物，擁有特化的類似翅膀結構，使牠可以滑翔。這些是條狀結構，有皮膚覆蓋在上面。空尾蜥的平均長度是40公分長，而身體長而平坦，有利於滑翔。頭骨類似蜥蜴，有尖端的口鼻部，頭後部有寬廣的頭飾，上有鋸齒狀邊緣，類似角龍類恐龍。牠生存在二疊紀的德國與馬達加斯加。
由於牠曾被誤會為虛骨龍的祖先，故又被譯為始虛骨龍。

## 大眾文化
空尾蜥曾出現在科幻類電視節目《遠古入侵》（Primeval）。一隻後來取名為「Rex」的雄性空尾蜥，從時間破洞來到現代，儘管企圖將牠送回二疊紀，該隻空尾蜥後來成為隊伍中的吉祥物。在該節目中，空尾蜥被誤認為恐龍，並且被描述成能夠採主動飛行，而非單純的滑翔。